# Grundareffekt

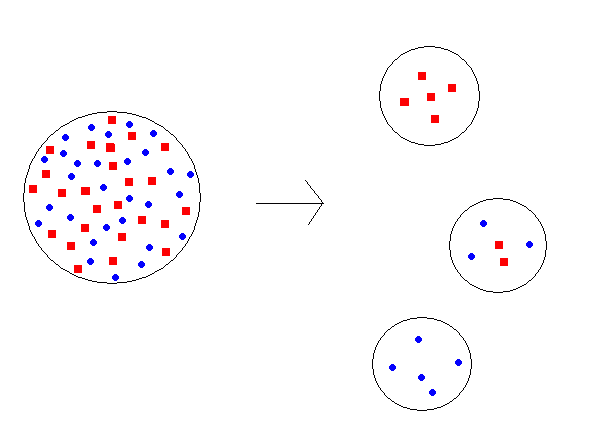
Enkel illustration av grundareffekten. Originalpopulationen visas till vänster av de tre möjliga grundarpopulationerna till höger.

Grundareffekten (en: Founder effect) är den förlust av genetisk variation som uppkommer när en ny mindre population grundas av ett mindre antal individer från en större population. Grundareffekten är ett extremfall av genetisk drift. Begreppet är centralt inom populationsgenetiken och beskrevs fullständigt för första gången av Ernst Mayr år 1952, baserat på teoretiskt arbete av bland andra Sewall Wright. Som ett resultat av förlusten i genetisk information kan den nya populationen vara distinkt annorlunda, både genetiskt och fenotypiskt, från föräldrapopulationen.
I figuren till höger har originalpopulationen nästan lika många röda som blåa individer. De tre mindre grundarpopulationerna visar att en eller annan färg kan dominera grundareffekten, genom slumpvis urval inom originalpopulationen. En populationsflaskhals kan också orsaka en grundareffekt trots att det då inte rör sig om en ny population i strikt mening.
Utöver grundareffekter, är den nya populationen ofta mycket liten och därför särskilt känslig för genetisk drift, en ökning av inavel och relativt låg genetisk variation. Detta kan observeras i den begränsade genpoolen hos invånare på Påskön och Pitcairn. Ett annat exempel är den höga förekomsten av döva bland befolkningen på ön Martha's Vineyard i nordöstra USA, vilket resulterade i det berömda dövspråket från Martha's Vineyard.

## Grundareffekter inom öekologier
Grundareffekter är centrala vid studier av biogeografi och öekologi. En naturlig "tabula rasa" är inte enkel att hitta, men en klassisk serie av studier över grundareffekter gjordes efter det katastrofala utbrottet av vulkanen Krakatau år 1883. Utbrottet raderade allt liv på ön. En annan kontinuerlig studie har följt biokoloniseringen av Surtsey, en ny vulkanö utanför Island som uppkom 1963–1967. En tidigare händelse, Tobakatastrofen på Sumatra för ca 73 000 år sedan täckte delar av Indien med aska. Ögrupperna Nikobarerna och Andamanerna, som låg betydligt närmare, måste ha täckts med helt livskvävande lager, vilket startade om deras ekosystem från noll.    

## Grundareffekter hos människan
På grund av människors migrationsmönster genom historien är grundareffekter förhållandevis vanliga för människor vid olika tillfällen och platser. Den effektiva grundarpopulationen av Québec utgjorde bara 2 600 individer. Efter tolv till sexton generationer, med en befolkningstillväxt på 80 gånger men med minimal genförtunning genom giftermål med andra populationer har Québec vad genetiker kallar optimal kopplingsojämvikt (Engelska:linkage disequilibrium).
Grundareffekter kan även uppträda när konkurrerande genetiska linjer dör ut. Det betyder att an effektiv grundarpopulation består av bara av de vars genetiska avtryck kan identifieras i nedstående led. Genetisk omkombinering försäkrar att bara hälften av det genetiska materialet hos varje förälder hamnar hos avkomman vid varje generationsbyte. Därför kan vissa genetiska linjer dö ut fullständigt trots stor avkomma. En studie (2005) drog slutsatsen att av de människor som flyttade till Amerika över landbryggan vid Berings sund vid istidens slut, så har endast 70 individer fört vidare gener till de moderna arvtagarna. Det skapar en mycket liten grundarpopulation för de amerikanska indianerna.
Hos människor kan grundareffekter uppkomma genom kulturell isolering och endogami. Ett exempel är Amish-populationer i USA. Dessa har växt fram från ett mycket litet antal grundare, har inte rekryterat nykomlingar, och tenderar att gifta sig inom gruppen och därför uppvisar grundareffekter. Även om det fortfarande är ovanligt är fenomen som polydaktyli (extra fingrar och tår) mer vanligt hos Amish än i den amerikanska befolkningen i stort. Det föreligger även många fall av fumarsyrebrist hos de 10 000 medlemmarna av Fundamentalistiska Jesu Kristi Kyrka av Sista Dagars Heliga, en sekt som praktiserar både endogami och polygami. I denna grupp uppskattas att 75–80 % av populationen är blodsligt besläktade till endast två män: grundarna John Y. Barlow och Joseph Smith Jessop.
Ett exempel på grundareffekt som påverkat Nordeuropa är den höga förekomsten och utvecklingen av blåa ögon. Enligt en studie (2008) kan  blåa ögon vara resultatet av en mutation som bara uppkommit i en enda individ, sannolikt för 6-10 000 år sedan. Det tyder på grundareffekter för de populationer som idag har hög förekomst av blåa ögon.